# Uno (Lied)
Uno (spanisch für Eins) ist ein englischsprachiger Popsong, der von der russischen Gruppe Little Big geschrieben und interpretiert wurde. Mit dem Titel sollte sie Russland beim Eurovision Song Contest 2020 in Rotterdam vertreten.

## Hintergrund und Produktion
Am 2. März 2020 wurde bekannt gegeben, dass die Gruppe Little Big Russland beim kommenden Eurovision Song Contest vertreten würde. Zehn Tage später wurde der Wettbewerbstitel samt Musikvideo namens Uno offiziell der Öffentlichkeit präsentiert.
Das Lied entstand bereits im Januar 2020 und wurde nicht ursprünglich für den Wettbewerb geschrieben. Eine erste Demoversion wurde während eines Urlaubs in Los Angeles aufgenommen. In Sankt Petersburg wurden der Text geschrieben sowie die restlichen Aufnahmen getätigt. Musik und Text stammen von Denis Zukerman und Ilja Prussikin. Gemeinsam mit Wiktor Sibrinin produzierten sie auch den Titel.

## Musik und Text
Der Titel wird von Kritikern im Bereich der Euro Disco und Latin Pop verortet. Der Großteil des Titels wird in Englisch gesungen, allerdings ist der Refrain komplett spanischsprachig. Er besteht hauptsächlich aus der Wiederholung der Zahlen eins bis sechs (Uno, dos, tres, cuatro, cinco, seis).

## Beim Eurovision Song Contest
Russland hätte im ersten Halbfinale des Eurovision Song Contest 2020 mit diesem Lied auftreten sollen. Aufgrund der fortschreitenden COVID-19-Pandemie wurde der Wettbewerb jedoch abgesagt.

## Rezeption
Der Titel wurde im Inland überwiegend negativ aufgenommen. Musikkritiker Artur Gasparjan meinte in der TASS, dass Uno alle Anforderungen eines Eurovisions-Songs erfülle, jedoch nicht gewinnen werde. Der große Vorteil der Gruppe sei, dass sie bereits über eine erhebliche internationale Bekanntheit verfüge. Ilja Krolewski von Lenta.ru ist der Ansicht, dass der Titel der harmloseste im Repertoire von Little Big sei. Laut der Produzentin von Dima Bilan, Jana Rudkowskaja, habe sie sich vom Titel mehr erwartet, jedoch sei sich die Gruppe ihrem Stil treu geblieben. Alexander Beljajew von Ria Nowosti bezeichnete Uno als eine Parodie auf die frühen 80er-Jahre.
Ausländische Medien bewerteten den Song positiver. André Ballin des Handelsblatt sah im Beitrag ein „Experiment“. Die Nominierung der Gruppe sei ein Stilbruch. So habe Moskau „seine Teilnahme beim Gesangswettbewerb zumeist todernst und mit viel Pathos betrieben“. Die FAZ beschreibt den Titel als „sensationell“, der SWR als „echt schräg“.

## Veröffentlichung und Musikvideo
Das Musikvideo wurde samt dem Titel am 12. März 2020 veröffentlicht. Neben Little Big sind der Sänger Juri Musytschenko, Mitglied der Gruppe The Hatters, die Sängerin Florida Chanturia, Mitglied der Gruppe Leningrad, sowie Dima Krassilow (* 1994; † 2023) als Tänzer zu sehen. Musytschenko und Krassilow hätten auch beim Eurovision Song Contest in Rotterdam auftreten sollen. Das Video erreichte im Mai 2020 auf YouTube 100 Millionen Aufrufe und wurde im Juli 2020 das meistgesehene Video auf dem offiziellen Eurovision-Kanal.